# Eristalis chipsanii
Eristalis chipsanii är en tvåvingeart som beskrevs av Matsumura 1911. Eristalis chipsanii ingår i släktet slamflugor, och familjen blomflugor. Inga underarter finns listade i Catalogue of Life.